# Changte Lalremsaga
Changte Lalremsaga, född 28 december 1973, är en indisk bågskytt. Han deltog vid olympiska sommarspelen 1992 och 1996.